# Мрія (фільм, 1941)
«Мрія» (рос. «Мечта») — радянський художній фільм режисера Михайла Ромма, знятий на кіностудії «Мосфільм» в 1941 році і випущений на екрани 13 вересня 1943 року.

## Сюжет
Дія фільму відбувається в 1933 році. З бідних сіл Західної України, що належали в ті часи Польщі, тяглися в міста тисячі людей в пошуках роботи і щастя. Серед них Анна. Пропрацювавши всю ніч в місцевому ресторанчику, під ранок поверталася вона до своїх обов'язків прислуги в мебльованих кімнатах під гордою назвою «Мрія». Всі мешканці цього пансіону — люди, зламані життям, які марно намагаються випростатися, але, попри всі зусилля, так чи інакше зазнають поразки в сутичці з безжальним світом. А на чолі цього корабля, який ось-ось піде на дно, стоїть мадам Скороход, яка переконана: вона «вибилася в люди». У ній парадоксально змішувалися співчуття і найжорстокіша нещадність до тих, хто нижче її за соціальним статусом, всепоглинаюча жадібність і така ж безмірна любов до сина-невдахи, заради якого вона жила, працювала, чинила ницості, розуміючи в глибині душі всю марність цих зусиль.

## У ролях
- Олена Кузьміна —  Анна
- Володимир Соловйов —  Василь, брат Анни
- Віктор Щеглов —  Томаш Крутицький, робочий
- Фаїна Раневська —  Роза Скороход, господиня мебльованих кімнат «Мрія» і фруктової лавки
- Аркадій Кисляков —  Лазар Скороход, її син, інженер
- Ада Войцик —  Ванда, наречена
- Михайло Астангов —  Станіслав Коморовський, наречений зі шлюбної газети
- Михайло Болдуман —  Зигмунд Домбек, колишній художник
- Ростислав Плятт —  Янек, візник
- Микола Орлов —  Стефан, старий ткач
- Олександр Смирнов — молодий інженер
- Віра Алтайська — покупчиня в крамниці
- Віктор Ключарьов — поліцейський
- Віктор Лазарев — епізод
- Петро Глєбов — танцюючий в ресторані
- Тетяна Говоркова — сусідка Коморовського
- В'ячеслав Лєщов — поліцейський
- Віктор Третьяков — метрдотель
- Олена Ануфрієва — мати Анни
- Віктор Бубнов — знайомий Василя
- Олександр Румнєв — танцюючий в ресторані
- Василь Краснощоков — відвідувач ресторану

## Знімальна група
- Автори сценарію: Євген Габрилович, Михайло Ромм
- Режисер: Михайло Ромм
- Оператор: Борис Волчек
- Композитор: Генрік Варс